# 道德金门开国军
道德金门开国军，是指1952年在湖北、河南、安徽边境一带，由道德金门（亦称金门道）首领雷金安为首成立的一个秘密结社政权。

## 前期筹备
雷金安，又名雷金明，湖北省麻城县（今麻城市）东河区东界岭乡祠堂村学堂畈人。其父雷清友，早年为窑匠，后成为当地有名的地主，经常出巴水，下汉口，做窑货生意和丝绸生意，并曾拜罗田县河铺道德金门头目“凌霄宝殿右殿统兵元帅”周汉华为师，后成为名震安徽、河南、湖北三省交界的道德金门大头目之一。 1951年2月，雷清友被东河区人民政府处决。雷金安幼年随父闯荡江湖，曾学过窑匠，8岁时就在父亲的授意下拜罗田县河铺道德金门皇帝兼凌霄宝殿左殿统兵元帅周寿禄（周寿老六）为师，后成为周寿禄的贴身门徒，跟随周寿禄长达20余年。湖北以及邻省一带受中共控制前夕，雷金安曾与鄂东及邻省的一些会道门头目串通合作，企图阻止中共控制。湖北等地被中共控制后，雷金安与鄂东会道头目进行合作，并在其师傅周寿禄的怂恿下，于1949年秋天回学堂畈与父亲雷清友一起在老家麻城东河区秘密发展道德金门组织。
1950年初，新成立的中华人民共和国在全国范围内掀起取缔会道门组织的运动，雷金安的师傅周寿禄、父亲雷清友相继被捕，并被人民政府处决。而金安则拒不登记自首，化名“雷焕堂”，称自己为麻城北门人。来到三区交界处秘密建立道德金门组织，发展会众。并纠集当地的一些不承认中共统治者，和蕲春、浠水的会首瞿应清、何应中、张舜初等人以替人治病消灾为手段四处活动，最后选定以麻城县东河区十个乡镇和罗田县项家河区毛田乡为中心，作为建立政权的基地。雷金安还于1950年的冬天利用周边的人脉关系，用金钱拉拢麻城县东界岭乡乡长夏德普、肖家山乡农会主席夏善堂、罗田县毛田乡乡长夏清芳等三人加入道德金门，从而为雷金安的活动提供了保护。夏德普还根据道德金门当前的发展形势，主张组建“道德金门开国军”。雷金安欣然接受该提议，并当场拜夏德普为军师。雷金安以及夏德普、刘金秀、夏贵松、雷修明等党羽随后又制定出一套道德金门组织发展方案，内容包括：
活动区域：以麻城的东河区、罗田的项家河区为中心，以麻城的东界岭乡、肖家山乡、盐田河乡、三星乡和罗田的毛田乡为策源地，向邻县浠水、蕲春、英山、黄冈、新洲和邻省安徽金寨、霍山，河南商城、新县发展。
组织发展：雷金安自称皇帝，拜夏德普为军师。他们的组织策略分三个阶段。第一阶段是以亲联亲，以友串友，单向联系，纵向发展，提携骨干，将他们初期发展的积极分子任命为道德金门的“点传师、引进师”；第二阶段是广造舆论，瓦解意志薄弱的政府官员，为道德金门的发展提供外围环境；第三阶段是在会员达到一定数量的时候，挑选年轻力壮的男女会员组建“道德金门开国军”。
该方案出炉后，何应清、瞿应清、夏清芳等人分别回到蕲春、浠水、罗田发展会员。至此，鄂东道德金门组织初步形成。
1951年正月，雷金安在东河区三星乡的林家山林贵松家里召开了次秘密会议，确定了扎根东河，进军毛田，呼应蕲春浠水的发展方针。雷金安后前往毛田乡，迅速展开活动，在夏清芳的掩护下，结识了林子贤，又通过林子贤的关系结识了程家岩的尹愿来、 夏中成、尹金书三人。几人暗地里采取各种方式对道德金门进行宣传借机发展成员。三个月内，雷金安就在毛田乡设立十余据点，秘密发展道德金门总人数达两百多人。尹金书在上屋冲一个垸子就发展了30多人，夏海廷在刘家边发展30多人，陈华山在下道河、后铺冲发展20多人，而保长夏其风则迅速将国民党时期的联防区的骨干分子夏子掸、陈济良、陈焕华、陈仲书、陈狗伢、夏金城等人发展为骨干分子。
为了有效统治道众，雷金安还完成了“十八大金刚”和“十二姊妹”的结拜，组建了道德金门高层领导的“核心”。其十八大金刚为麻城的雷金安、刘金秀、林贵松、夏德普、夏久松、尹定山、尹愿来、雷修明、陈狗伢，罗田的尹金书、林子贤、夏松山、尹登秀、夏国伢、夏中成、夏连成、陈华山、夏清芳。十二姊妹成员中有麻城的雷大桂、雷细桂，罗田的陈美伢、刘银秀、刘玉秀、刘梅伢、夏莲花等。
到1952年春天，雷金安在各地的道众已发展到上万人，这些道众的组成人员非常复杂，有旧军人、地痞流氓、地主、会道分子、政府人员等，但绝大多数是农民。为让道众忠实追随，雷金安除了设坛讲道外，他创造了一种功，叫“合气功”，也叫“接气功”。合气功的要领就是男女同房，上半夜打坐，下半夜合气。所谓合气，就是男人的嘴对女人的嘴，相互吸气。雷金安说：“合气功就是阳采阴气，阴补阳气。天天合气，有病治病，无病长寿。”合气功有三级：一级就是刚入门的道众学徒；二级可升为指点师、传点师，做个小头目；三级可进入道德金门的核心层。但二级、三级不容易过，过二级、三级必须要雷金安的许可。男的过二级、三级要比贡献，你发展的会员越多，过的级别就越高；女的过二级、三级要与雷金安合气。一般的道众合气必须同屋同厅，雷金安合气要上床合气，与他合气后他再跟你定级，上了三级就是他登基后皇后、皇妃的候选人。雷金安结拜的十二姊妹都是他练合气功的对象，当时一些年青漂亮的女人争相与雷金安合气，以与雷金安合气为荣，因为她们都想日后成为雷金安的皇后和妃子。
早在1950冬天，夏德普就极力怂恿雷金安组建道德金门开国军，为此雷金安还封夏德普为道德金门的军师。雷金安觉得时机成熟后，在毛田乡上屋夏松山的家里召开一个组建暴乱武装的会议。会上，尹金书提出的名称为“道德金门自卫队”，夏其风主张叫“台湾反共救国军”，夏中成说叫“道德金门解放军”，最后雷金安还是定为“道德金门开国军” 。雷金安任总司令，尹金书为副司令兼统兵元帅。会后，由尹金书到新州请一民间雕刻师雕刻四方大印四枚，五寸见方，印把是一条出水青龙。印文是：“道德金门开国军总司令部印”。另雕刻有皇帝、皇娘和皇妃印信各一枚，以备调兵遣将、封侯拜相之用。雷金安成立了道德金门开国军后，又秘密筹建了一支反应快速、灵活机动的“黑杀队”，黑杀队的大部分组成人员是伪联防区土匪中的顽固分子，诸如尹金书、林贵松、夏久松、夏子禅、陈狗伢、陈书伢、陈焕华、夏大吞、夏丕元、夏巨伦、陈仲书、夏学庭、夏金成、陈济良、方月舟等人。雷金安组建这支队伍的目的有三个，一是监督执行他下达的命令，二是保护自己的安全，三是执行特殊任务。这支队伍由尹金书出任队长，由雷金安直接指挥。在雷金安的授意下，尹金书、尹定文用筹集起来的经费到麻城宋埠镇购买了大批红、黄、蓝、白布匹，并雇用十几个脚夫将布匹送到夫子河，后运回毛田，由陈美伢负责组织制作袖箍、旗帜和服饰。道德金门的起事标志是白布袖箍，起事时每人发放一只，戴左手。白袖箍做好后，尹定文又到白米山找人为袖箍印字。字有两排，上排是“道德金门开国军”，下排是“Ⅹ师Ⅹ团Ⅹ营Ⅹ连Ⅹ排”，字印好后，再由陈美伢、雷细桂、刘玉秀分发给入道的妇女暗中照字样刺绣，缀以红、绿、黄三色线边，以标志官阶权力。而道德金门的旗帜制作得不尽相同，有横的，有竖的，旗面布料的颜色搭配显眼，白绸缎作底，红、蓝、黄三色布料镶边，中间用丝线刺绣“道德金门开国军”字样。皇帝、皇娘、皇妃制作的是朝服，将军为武打紧身军服。颜色分红、绿、黑三种颜色。雷金安还利用鄂东地区民风剽悍，几乎村村有拳师，垸垸有猎人这一点，暗中组织各地道众收集刀枪剑戟、土铳火炮。

## 正式成立
1952年3月13日深夜，雷金安以雷氏祭祖为名，在雷氏祠举行皇帝登基典礼。到会人数约为二十多人，来参加“祭祖”的代表也是通过精心挑选的，清一色的是选加入了道德金门的人，或是有加入倾向的人。祠堂外，报事官高声大唱祭“三牲”，接着有人抬着刮尽了毛的死猪、牛头、死羊上案；执事官指挥司乐鸣金三击、发鼓三通，作大乐，几十支土铳对天齐鸣。雷金安身着蟒袍玉带，带领众道匪到上殿祭三牲，拜诸神，敬天地，然后来到中殿，正襟危坐在一张太师椅上。太师椅后面，悬挂着一面“道德金门开国军”的大旗，两边站立着二十多个道德金门的骨干分子。执事官拿着一张黄表纸，拿腔捏调地宣读“皇帝”雷金安的敕封，内容为：
- 封尹金书为道德金门开国军副司令兼统兵元帅；
- 封夏德普为军师；
- 封夏其风、周台吉为丞相；
- 封尹愿来为七十二殿阎王；
- 封任子求为进条子的主事；
- 封林子贤、夏久松、林贵松、夏中成、陈焕文为五大将军；
- 封陈美伢为皇娘；
- 封雷大桂、雷细桂、刘玉秀为皇妃。

雷金安还封了“北天门”、“南天门”、“中天门”统兵元帅三人。雷金安穿着红缎子蟒袍玉带，正襟危坐，主持会议。会上还组成了“黑杀队”共十七人，还封“中天门统兵元帅”惯匪久空为黑杀队队长兼总指挥。会上每人还发放一把大刀，一个手电筒，一把雨伞，一双胶鞋。接着雷金安宣布了道德金门开国军的建制，成立师、团、营、连、排、班，并将黄冈、麻城、罗田、黄冈、新州地区的反动道德金门的会员以师、团、营、连、排、班建制，由元帅、将军们分别率领。最后，雷金安宣布了道德金门的近期、远期的行动计划：组织各路人马打下东河区政府杨家庙、项家河区政府，蓄聚力量后再打黄冈县政府，然后顺江而下，至九江起岸，打南昌，最后西进攻打川陕，在西安建都。此后，雷金安及其党羽便在麻城东河区、罗田毛田乡加紧活动，组织并创建道德金门开国军，抢劫枪支弹药，杀害革命干部，制造多起反革命事件，在当地乃至全国制造声势。
1952年4月29日，雷金安在白米山尹定文的家里召开了道德金门道首紧急会议。白米山与大崎山、燕儿崖遥遥相望，山深林密，当年张体学、方毅率领新四军五大队经常在这里活动。在会议上，雷金安制定作战计划，佯攻东河区政府，血洗刘家庙。具体方案是：一是由林贵松、陈焕文、刘金秀回东界岭、雷氏祠、肖家山组织会众，佯攻东河区政府，能攻则攻，不能攻则牵制麻城方面的力量，掩护黑杀队抢劫刘家庙，并暗地联系潜入我东界岭乡担任乡长职务的道德金门分子夏德普做内应。二是由尹金书、夏久松率领黑杀队抢劫刘家庙，雷金安和皇娘陈美伢及贴身侍臣陈华山率领一支人做接应。两支人马会合后，再杀向雷金安的老家学堂畈和雷细桂的老家安堂国，如果事情办得好，再翻蚂蚁坳，过梅花园，攻打麻城张家畈区政府，抢劫枪支弹药，武装道德金门开国军。于是两支人马连夜分头行动，组织道众，定于第二天夜晚（即4月30日）暴动。 4月30日晚，尹金书、夏久松在毛田纠集一群黑杀队员，乘黑夜出发，袭击刘家庙。造成一人死亡，四人重伤致残，一人轻伤，合作社财产损失上万元。

## 覆灭
1953年春，时任湖北省人民政府主席的李先念根据中华人民共和国政务院《关于严厉取缔反动会道门的命令》，签发布告：
“查一贯道、同善舍……道德金门……新心佛党等反动会道门，在历史上即为蒋帮特务利用，成为反革命活动的工具。其中首恶分子多系匪特、汉奸、军阀、恶霸地主、反动党团骨干分子。抗战期间，媚日卖国，危害国家民族利益，成为帝国主义侵略中国的走卒。日寇投降后，又与美蒋特务勾结，积极破坏人民解放战争。全国解放后，他们执迷不悟，继续勾结残余匪特势力，发展组织，造谣惑众，扰乱治安。本府为了严厉镇压反革命分子活动，确保社会治安，维护人民的利益，保卫国家大规模经济建设的安全，并挽救误入歧途的受骗群众，自即日起，对一贯道等反动会道门组织予以严厉取缔……”
刘家庙发生血案的当天夜里，东河区区委书记徐笃远、武装部长李洪德已把搜山剿匪计划布置到十个乡政府。麻城县委书记吴德简、县长陈化民、公安局长李敬喜带领公安干警连夜赶到东河区，坐镇指挥。对道德金门活动猖獗的祠堂乡、界岭乡、肖家山乡、林家山乡实行重点围剿。就在刘家庙发生血案的时候，罗田项家河区干部全部集中在团风大礼堂开会。区委书记冯贵秋得知情况后，带领50余人，急行130多里路赶回区公所，动员干部各自携带枪支弹药，迅速赶到各个点上，配合已经行动的驻军部队投入平暴战斗。
5月1日，驻军部队和当地民兵紧密配合，于当天下午在蕙兰山开展搜捕，一举捕获了长期活跃在麻城这边的会首雷修明、夏德甫和雷桂伢。傍晚，驻军部队配备了机枪、掷弹筒，又在当地干部、民兵的配合下，赶至道屋河伏击在蕙兰山搜捕中脱逃的尹金书等8人，因天黑，尹金书等人再次逃脱。
5月2日凌晨，麻城、罗田两县的增援部队陆续赶来，联合东河区、项家河区的干部、民兵全部投入平暴战斗。在强大的政治攻势和军事压力下，雷金安黑杀队中的一些成员有的远逃，有的潜回家中，有的上山隐藏。夏学庭、夏金城、陈丕元、陈焕文很快落网。陈仲书畏罪在家中上吊。方月舟在麻城东河区关押期间畏罪自杀。林贵松回到老家林家山后，见势不妙，跳入门口塘里溺亡。陈焕华向指挥部投案自首，并交代了雷金安一伙的窝藏处所。部队和区乡干部、民兵立即赶至黄龙寨下的董家冲岩下塆，一举将雷金安、皇娘陈美伢、皇妃刘玉秀及其贴身侍臣陈华山等人捉拿归案。
5月3日至6日，尹愿来、陈济良、陈书伢、夏大吞等人，也都在群众的举报和协助下相继被捕。
5月7日，指挥部接到举报，道首尹金书、夏松山隐藏在毛田大屋冲，指挥部立即组织围捕，抓获了夏松山。尹金书跳上大湾屋顶上企图逃跑，部队再三喊话，拒不投降，被埋伏在巷中的士兵开枪击中，摔下地死亡。
5月11日，惯匪出身的夏久松逃窜至麻城夫子河，被当地干部、民兵抓获，押解至毛田交平暴指挥部。至此，活跃在冈麻边界的道德金门的道首和骨干分子大部分落网。在平息暴乱中，缴获了一大批武器和实物。仅在麻城楼下垸陈华山家的地下暗室里，就缴获了“道德金门开国军总司令部”大印一方、“凌霄宝殿”大印一枚、皇帝和皇后印章各一枚、已绣成的道德经门开国军袖章130多扎、龙袍、朝服3套、各色道袍、军服52件、绸缎几十丈、大银子一锭、银圆26元、黄金饰品5件、胶鞋、雨伞、电筒、毛巾、布袋、火柴一批，还有大刀、短刀、匕首、长矛子、土铳等一大批武器。
1953年2月，原关押在黄冈县公安局监狱的雷金安被押送到罗田县。3日，在项家河区政府前的大河坪上，召开了万人公审大会，雷金安及其它主要骨干30余人被处极刑。道德金门在麻城东河、罗田毛田发动的这场暴乱的首要骨干分子，除畏罪自杀、拒捕被击毙和极少数潜逃者外，人民政府一共处理了70人。其中麻城县辖区处理了32人，判处死刑12人，判处死缓4人，判处无期徒刑6人，判处有期徒刑10人；属于原黄冈县辖区处理的共38人，其中判处死刑15人，判处死缓2人，判处无期徒刑7人，判处有期徒刑14人。被判死刑的首要骨干分子，分别在麻城的东界岭、雷氏祠、道屋河、柳树庙、田家垸，罗田的蔡明垸、毛田岗上、桥头边、汪家河、项家河等地执行枪决。

## 后续
1980年代初期，道德金门残余分子丁兴来重建道德金门，并自立为帝，旋即遭到镇压。